# Fredrik Horn
Fredrik Horn (* 8. Juni 1916 in Kristiania; † 18. November 1997 in Oslo) war ein norwegischer Fußballspieler.

## Karriere

### Verein
Horn gehörte im Jahr 1936 dem Ski- und Fußballklub Lyn Oslo an, für deren Fußballabteilung er diesen Sport betrieben hatte; ein Ligabetrieb, dessen Einführung 1914–1917 und 1927–1932 erfolgte, jedoch von Norwegens Fußballverband als solcher keine Anerkennung erfuhr, startete erst mit der Norgesserien 1937/38.

### Nationalmannschaft
Horn bestritt drei Länderspiele und debütierte als Nationalspieler für die B-Nationalmannschaft am 5. Juli 1936 in Halden bei der 2:4-Niederlage gegen die Zweitvertretung Schwedens. Sein Debüt für die A-Nationalmannschaft erfolgte drei Wochen später in Stockholm beim 4:3-Sieg über die Nationalmannschaft Schwedens mit Einwechslung für Øivind Holmsen in der 20. Minute.
Mit der A-Nationalmannschaft nahm er am olympischen Fußballturnier 1936 in Berlin teil. Er wurde einzig am 3. August 1936 im Mommsenstadion beim 4:0-Sieg über die Nationalmannschaft der Türkei eingesetzt. Da seine Mannschaft am 10. August 1936 das Halbfinale im Olympiastadion Berlin gegen den späteren Olympiasieger Italien mit 1:2 n. V. verloren hatte, spielte sie drei Tage später an selber Stätte um Bronze. Dank seines Vereinsmitspielers Arne Brustad, der beim 3:2-Sieg über die Nationalmannschaft Polens alle drei Tore erzielt hatte, durfte er sich über den Gewinn der Bronzemedaille gefreut haben.

## Erfolge
- Olympische Bronzemedaille 1936